# Paweł Jakubowski
Paweł Jakubowski (ur. 9 stycznia 1981 w Gdyni) – polski hokeista, trener.

## Kariera
- SMS I Sosnowiec (1998–1999)
- SMS PZHL Opole (1999–2000)
- Stoczniowiec Gdańsk (2000–2007)
- Cracovia (2007–2008)
- TKH Toruń (2008–2009)
- Oliwia Hockey Team (2013-)

Absolwent NLO SMS PZHL Sosnowiec z 2000.
Po zakończeniu profesjonalnej kariery podjął występy w gdańskiej drużynie Oliwia Hockey Team, występującej w II lidze.
4 września 2018 został ogłoszony trenerem bramkarek w sztabie trenerskim reprezentacji Polski seniorek.

## Sukcesy
- Brązowy medal mistrzostw Polski: 2003 ze Stoczniowcem Gdańsk
- Złoty medal mistrzostw Polski: 2008 z Cracovią